# Luka Radulović
Luka Radulović (* 17. April 1990) ist ein österreichischer Fußballspieler auf der Position eines Abwehrspielers.

## Karriere
Radulović begann seine Karriere in der Jugendmannschaft der SV Mattersburg, ehe er 2004 in die Jugendabteilung des VfB Admira Wacker Mödling stieß. Daraufhin ging es 2006 zum 1. Wiener Neustädter SC, den er 2009 zum Lokalrivalen SC Wiener Neustadt verließ, bei dem er für die Amateure zum Einsatz kommen sollte.
Am 2. März 2013 debütierte er gegen den FC Red Bull Salzburg für die Profis von Wiener Neustadt in der Bundesliga, als er in der 89. Minute für Arvedin Terzić eingewechselt wurde. Dies blieb sein einziger Einsatz für die Profis.
Zur Saison 2013/14 wechselte er zum viertklassigen ASK Bad Vöslau. Für Bad Vöslau kam er zu 14 Einsätzen in der Landesliga und erzielte dabei zwei Tore. Nach einem halben Jahr bei Bad Vöslau wechselte er im Jänner 2014 zum Regionalligisten ATSV Ober-Grafendorf. Mit Ober-Grafendorf musste er zu Saisonende aus der Regionalliga absteigen. Radulović kam insgesamt zu 25 Ligaeinsätzen für Ober-Grafendorf, in denen er vier Tore erzielte.
Im Jänner 2015 wechselte er zum Ligakonkurrenten SC Mannsdorf. Für Mannsdorf absolvierte er bis Saisonende neun Spiele in der Landesliga. Zur Saison 2015/16 wechselte er zum fünftklassigen FC Mistelbach. Für Mistelbach kam er zu 13 Einsätzen in der 2. Landesliga. Im Jänner 2016 wechselte er zum viertklassigen SC Neudörfl. Für Neudörfl absolvierte er 14 Spiele in der Burgenlandliga und erzielte dabei vier Tore, zu Saisonende musste er mit dem Verein jedoch aus der vierthöchsten Spielklasse absteigen.
Daraufhin wechselte er zur Saison 2016/17 zum viertklassigen SV Haitzendorf. Für Haitzendorf absolvierte er 14 Spiele in der Landesliga, in denen er ein Tor erzielte. Im Jänner 2017 wechselte er zum SV Wimpassing. Für Wimpassing absolvierte er insgesamt 29 Spiele in der Burgenlandliga, in denen er sechs Tore erzielte. Im Jänner 2018 wechselte Radulović zum Regionalligisten USK Anif. Für Anif kam er zu fünf Einsätzen in der Regionalliga West.
Zur Saison 2018/19 wechselte er zum Ligakonkurrenten SV Grödig. Für Grödig kam er in jener Saison zu 25 Einsätzen in der Westliga, in denen er vier Tore erzielte. Zur Saison 2019/20 kehrte er zum inzwischen nur noch drittklassigen SC Wiener Neustadt zurück. Für Neustadt kam er zu einem Einsatz, ehe er den Verein bereits im August 2019 wieder verließ, um in den USA an der Lynn University zu studieren. Nach einem Jahr im Ausland kehrte er zur Saison 2020/21 zum inzwischen in 1. Wiener Neustädter SC umbenannten Verein zurück. Für Wiener Neustadt absolvierte er diesmal sieben Partien. Im Oktober 2021 wechselte er nach Deutschland zum unterklassigen FC Wacker München. Danach  folgten weitere Stationen in Deutschland beim Bayernligisten SV Donaustauf und beim Bezirksligisten SK Srbija München sowie beim bayerischen Landesligisten VfB Forstinning und bei TuS Holzkirchen. Aktuell agiert Radulović als spielender Co-Trainer bei SV München West.